# St. Michael (Wahlsdorf)

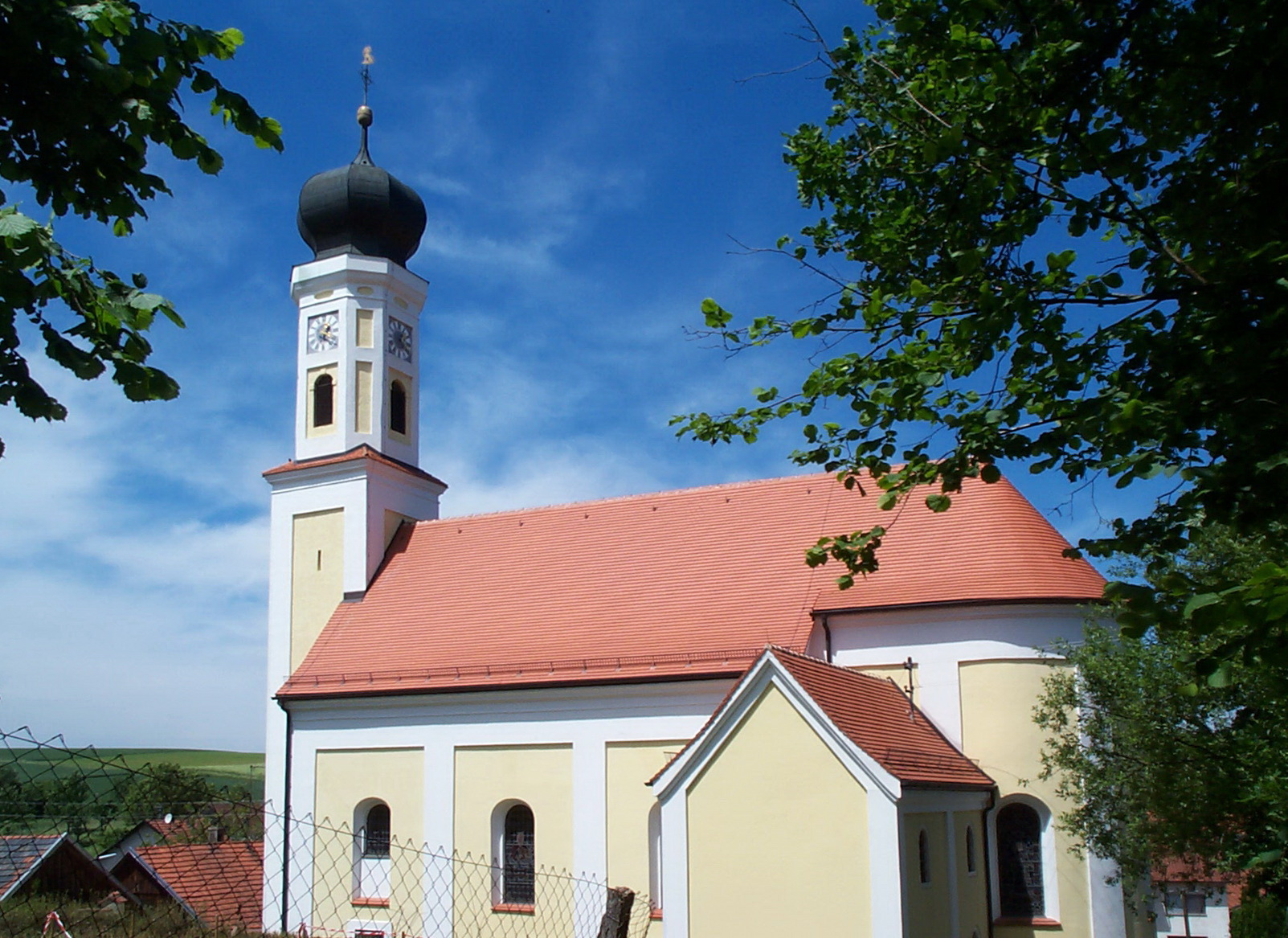
St. Michael (Wahlsdorf)

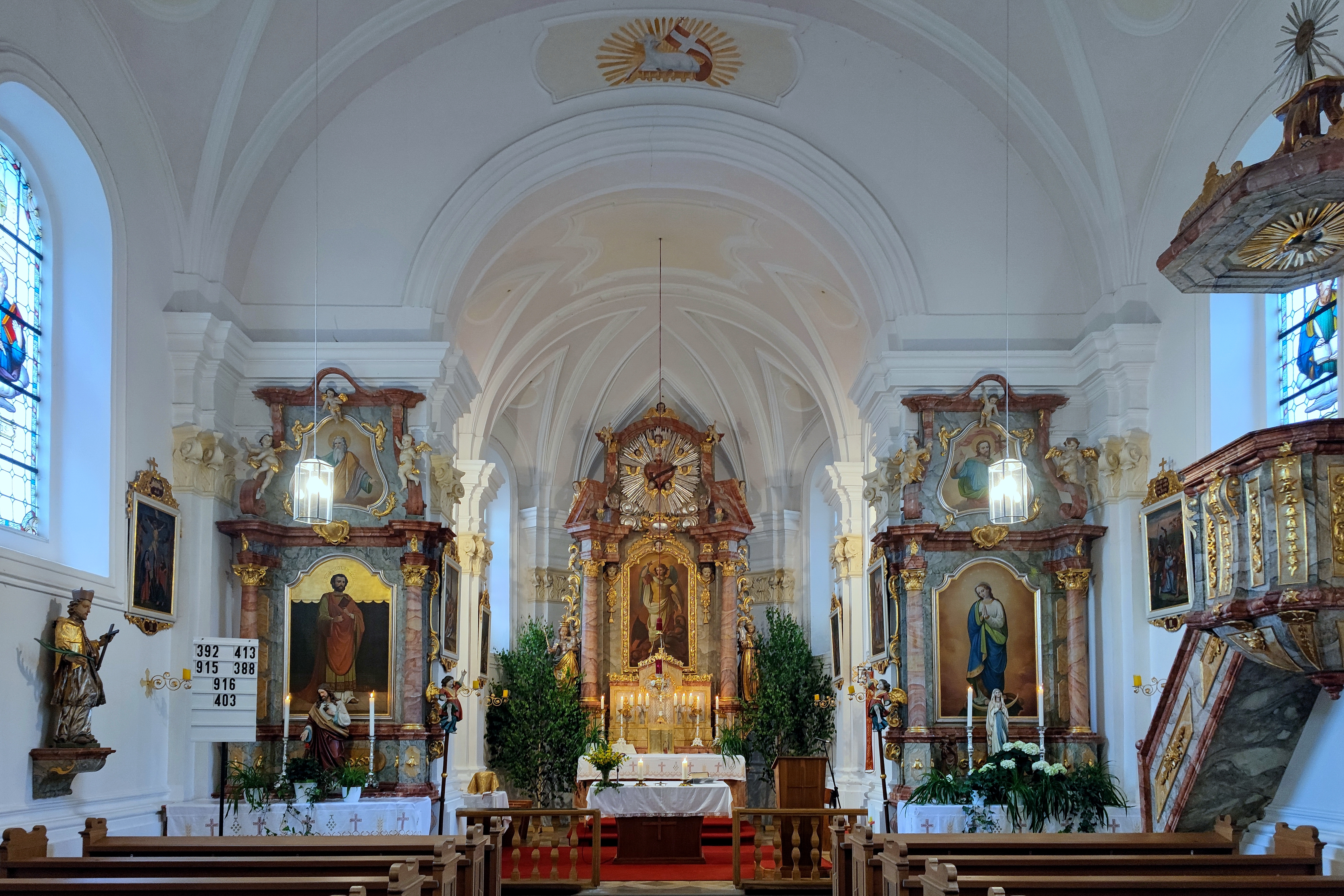
St. Michael (Wahlsdorf): Innenraum

Die römisch-katholische, denkmalgeschützte Expositurkirche St. Michael steht in Wahlsdorf, einem Gemeindeteil des Marktes Schierling im Landkreis Regensburg der Oberpfalz. Die Kirche gehört zum Bistum Regensburg. Das Bauwerk ist unter der Denkmalnummer D-3-72-196-53 als Baudenkmal in die Bayerische Denkmalliste eingetragen.

## Beschreibung
Die Saalkirche wurde 1722 erbaut. Sie besteht aus einem Langhaus, einem eingezogenen, halbrund geschlossenen Chor im Osten, an dessen Südwand im 18./19. Jahrhundert die Sakristei angebaut wurde, und einem Fassadenturm auf quadratischem Grundriss im Westen, dessen oberstes, achteckiges Geschoss die Turmuhr und den Glockenstuhl beherbergt, auf dem eine Zwiebelhaube sitzt. 
Der Innenraum des Langhauses ist mit einem Stichkappengewölbe überspannt. Zur Kirchenausstattung gehört der um 1720 gebaute Hochaltar, dessen Altarretabel, auf dem der Erzengel Michael dargestellt ist, von Statuen der Maria und des heiligen Antonius flankiert wird. Die Orgel wird Johann Heinssen zugeschrieben.